# Kangbačen
Kangbačen je pomožni vrh pogorja Kangčendzenge v nepalskem delu Himalaje. Lokalno ime masiva Kangčendženga se prevaja kot »Pet zakladov visokega snega« in se nanaša na pet vrhov, eden izmed njih je Kangbačen.
Kangbačen leži na zahodnem grebenu gorovja Kangčendzenge v Nepalu. Je najmanjši od petih vrhov Kangčendzenge in edini, ki je nižji od osem tisoč metrov (7903 m). Je tudi edini vrh Kangčendzenge, ki je v celoti v Nepalu.
Vzponi na Kangbačen so v primerjavi z ostalimi vrhovi pogorja redki. Glede na Himalajsko podatkovno zbirko je bilo od leta 1930 zabeleženih le deset odprav in le dva uspešna vzpona na vrh.
Na vrh se je 26. maja 1974 prek jugozahodnega grebena prvič povzpela poljska ekspedicija, ki so jo sestavljali Kazimierz Olech, Wiesław Kłaput, Marek Malatyński, Zbigniew Rubinowski in Wojciech Brański. Drugi uspešni vrh, ki ga je izvedla slovenska, tedaj jugoslovanska ekipa, se je zgodil nekaj več kot štiri mesece pozneje, 29. septembra 1974.
Do leta 2024 vzhodna in južna stena Kangbačena še nista bili preplezani.

## Zgodovina plezanja
1930 – Naveza Günterja Dyhrenfurtha in Smytheja je poskušala doseči vrh, a se je na 6400 m obrnila nazaj.
1949 – Švicarska odprava Alfreda Sutterja doseže višino 5490 m, vendar ni poskusila osvojiti vrha.
1965 — Jugoslovanska odprava Planinskega kluba Ljubljana je bila zaradi ozeblin opuščena na 7600 m.
1973 – Japonska himalajska odprava Univerze Rikkio je štirikrat poskušala osvojiti vrh, vendar je močan sneg vsakič oviral njihove vzpone. Najvišja dosežena točka je bila 6550 m.
1974 — Uspešno osvojen vrh poljske ekipe pod vodstvom Kazimierza Olecha in Polski Club Gorski.
1975 — Jugoslovanska odprava Slovenskega alpinističnega kluba v Ljubljani pod vodstvom Toneta Škarje doseže drugi uspešen vzpon na vrh.
1984 – Samostojni poskus Italijana Danteja Porte, ki ga je na 6000 m zaradi višinske bolezni opustil.
2007 — Slovenska odprava Kangbačen je morala pod vodstvom Toneta Škarje je morala zaradi nevarnosti plazov poskus opustiti.
2019 — Odprava Romana Beneta in Nives Meroi opuščena na 6300 zaradi velike razpoke.